# Gerhard Henrik Armauer Hansen
Gerhard Henrik Armauer Hansen (født 29. juli 1841 i Bergen, død 12. februar 1912, Florø) var en norsk læge, svigersøn af og medarbejder til Daniel Cornelius Danielssen.
Hansen tog medicinsk eksamen 1866, og blev 1868 læge ved Plejestiftelsen for Spedalske i Bergen, samt underlæge ved Lungegaardshospitalet. I 1869 tildeltes der ham universitetets guldmedalje for en afhandling om Lymfekirtlernes normale og pathologiske Anatomi (1871). 
Hansen rejste derefter udenlands 1870-71 forat studere mikroskopi. Han udgav 1873 sammen med O.B. Bull The leprous diseases of the eye, som efterfulgtes (1874) af Indberetning om Rejse for at anstille Undersøgelser ang. Spedalskhedens Aarsager. 
Hansen havde nemlig af det medicinske selskab været udsendt til de smittede egne af Norge, og han konstitueredes nu 1875 som overlæge for lepraen i Norge, og alle foranstaltninger til sygdommens bekæmpelse underlagdes ham. 
Efter mange års arbejde i Lungegaardshospitalet lykkedes det Hansen 1873 at finde leprabacillen og 1879 at farve den efter en af Robert Koch angiven metode. 1881 demonstrerede Hansen bacillen for Pasteur i dennes laboratorium.
I 1882 tildelte universitetet ham Boecks og Danielssens legats renter, idet man anerkendte, at der nu var nået at få et fast grundlag for de foranstaltninger, der kunde medføre sygdommens udryddelse.
Disse, der væsentlig bestod i isolation, fastsloges i loven af 6. juni 1885 og medførte, at antallet af spedalske i Norge var i stadig aftagende, og at tidligere leprahospitaler kunne lukkes (Bergen, Molde). 
1887—88 var Hansen i Amerika for at studere lepra hos de udvandrede nordmænd. Sammen med Carl Looft udgav Hansen 1897 Lepra, klinisk og pathologisk-anatomisk fremstillet, der blev oversat til tysk og engelsk, og som atter belønnedes med den Boeck-Danielssenske præmie. 
Også til den første internationale leprakongres, der afholdtes i Berlin 1897, tog Hansen (sammen med Ehlers, Koch og Lassar) initiativet, og ved den anden (Bergen 1909) var han præsident. På denne valgtes han til ærespræsident for den internationale leprakomité (efter Virchow). 
Foruden som læge har Hansen virket som zoolog. Han bearbejdede de på den norske Nordhavs-Ekspedition 1876—78 indsamlede annelider (Beretningen VII, 1882) og spongier (XIII, 1885) og har skrevet en mængde afhandlinger om malakologiske emner, navnlig støttende sig på samlingerne i Bergens Museum, hvis præses han var fra 1894. 
En buste af Hansen rejstes for internationale bidrag 1901. Hansen var æresdoktor ved Københavns Universitet og medlem af talrige lærde selskaber. Hans store litterære virksomhed var delvis af folkeoplysende art, men talrigst er hans artikler i den medicinske fagpresse.